# Fernando Ferrant y Llausás
Fernando Ferrant y Llausás – hiszpański malarz pejzażysta.
Pochodził z rodziny o tradycjach artystycznych. Był bratem malarza Luisa Ferrant y Llausás oraz ojcem Alejandra Ferrant y Fischermans.
Studiował w Królewskiej Akademii Sztuk Pięknych św. Ferdynanda w Madrycie, gdzie później został profesorem. Razem z bratem Luisem wyjechał na studia do Rzymu. Był nadwornym malarzem i nauczycielem malarstwa króla Franciszka de Asís Burbon, dla którego namalował wiele pejzaży.